# 아미스타드 선상반란
아미스타드 선상반란(La Amistad ship rebellion)은 1839년 쿠바 아바나에서 쿠바의 푸에르토프린시페(현재의 카마궤이)로 이동하던 노예 수송선 라 아미스타드(이하 아미스타드호)에서 일어난 노예들의 점거농성이다. 1839년 7월, 아프리카계 노예들이 아미스타드호를 점거하였으며 표류하던 중에 미 군함인 USS 워싱턴호에 의해 나포되었다. 이후 아미스타드호는 노예제 폐지 운동의 상징이 되었다. 1808년 이후 미국으로의 노예 수입이 금지되었었기에 1841년에는 아미스타드호에 탑승했던 흑인 노예의 지위에 대한 미국 연방 대법원의 유명한 판결이 있기도 했었다.

## 점거농성

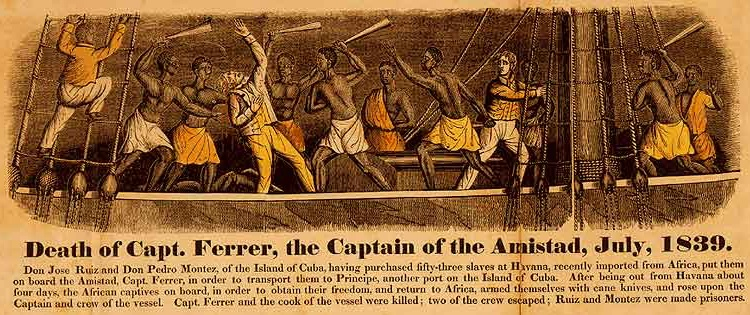
1840 engraving depicting the Amistad revolt.

1839년 7월 2일, 셍베 피에(미국에서는 조셉 싱게로 알려짐)는 아바나에서 아미스타드호를 이용해 수송되던 56명의 아프리카사람들(52명의 어른, 4명의 어린이)을 이끌고 배를 점거하는 점거농성을 하였다. 데크 아래의 감옥에 있던 수감자들은 녹슨 줄을 찾아내 스스로 탈출에 성공했고, 계단을 통해 데크로 올라갔다. 줄기베는 칼(cane knives)을 들고 무장한 이들은 배를 점거하고 자신들을 아프리카의 집으로 보내줄 것을 요구했다. 배의 항해사인 돈 페드로 몬테즈는 이들을 속여 북쪽으로 향했고, 뉴욕주 롱아일랜드의 동쪽 해안가를 항해했다. 해양 국경 감시대(US Revenue Cutter Service)는 이 스쿠너선을 발견했고, 배에 타고 있던 사람들을 체포했다. 이들은 아프리카인들을 노예로 팔기 위해 코네티컷주로 끌고 갔다.

## 재판
코네티컷 주, 뉴헤이븐에서는 이 배와 아프리카인들의 법적 지위에 대한 유명한 재판이 이뤄졌다. 아미스타드 사건 당시 아프리카에서 미국으로 노예를 수송하는 것은 불법이었고,배 주인들은 거짓으로 아프리카인들이 쿠바에서 태어났다고 말했다. 이 재판에서는 첫째, 이 아프리카인들이 구조된 조난자로 고려되어야 하는지 또는 해군 장교의 소유로 봐야 하는지, 둘째, 이 아프리카인들이 쿠바 상인들의 것인지 스페인의 이사벨 2세 여왕의 것인지, 또 마지막으로 이들의 나포 상황에 따라 아프리카인들이 자유인지를 판결해야 했다.
결국 아미스타드 사건은 미국 연방 대법원에서까지 다뤄졌으며, 1841년에 결국 이 아프리카인들은 불법적으로 이동되고 있었으며, 자유의 몸이 되어야 한다고 판결했다. 생존자들은 1842년 아프리카로 돌아갔다.

## 참고자료
1. 1 2 3  “Unidentified Young Man”. 《World Digital Library》. 1839-1840. 2013년 7월 28일에 확인함.
2. ↑  Roy E, Finkenbine (2001). 〈Chapter 13〉. 《Rebellion, Repression, Reinvention: Mutiny in Comparative Perspective》. Greenwood Publishing Group. 238쪽. ISBN 9780275970109.